# Yamabito

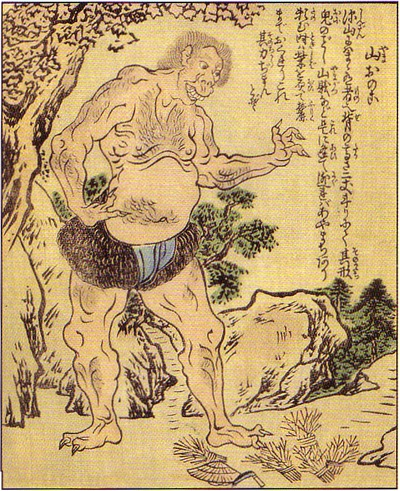
Ein Yama-otoko, wie er in Tōka Sanjins Ehon Hyaku Monogatari (絵本百物語; „Bilderbuch der 100 Grusel-Geschichten“) von 1842 erscheint.

Der Yamabito (山人; „Bergmensch“), auch Yama-otoko (山男; „Bergmann“) genannt, ist ein fiktives Wesen der japanischen Folklore aus der Gruppe der Yōkai (妖怪; „Dämonen“). Ursprünglich die Bezeichnung für eine historisch gleichsam fiktive Volksgruppe, wird der Begriff heute für ein riesenhaftes Volk verwendet, das in den Bergen Nord-Japans hausen soll. Lokal wird das Wesen auch Ōbito (大人; „Riesenmensch“) genannt.

## Beschreibung
Der Yamabito soll in den Bergwäldern Nord-Japans in großen Höhenlagen, nahe der Gipfel, hausen. Er wird als hünenhaft, bis zu drei Meter groß und etwas behäbig beschrieben. Oft soll er halb nackt herumlaufen und unglaublich dicht behaart sein. Das Fell soll fuchsrot sein, Gesicht und Handinnenfläche hellgrau. Je nach Präfektur werden sein Charakter als auch sein Verhalten gegensätzlich beschrieben: Mal soll er Menschen aus seinen Revieren vertreiben, weil er sie als Störenfriede betrachte. In anderen Gegenden heißt es, er sei sehr neugierig und tausche mit den Menschen gerne Naturalien aus. Mancherorts wird erzählt, Yamabito würden die menschliche Sprache zumindest bruchstückhaft beherrschen, andere Quellen überliefern, sie würden überhaupt nicht sprechen. Dafür hätten sie beeindruckende Instinkte, gelegentlich geht das Gerücht um, Yamabito könnten gar Gedanken lesen. Aus der Präfektur Niigata wird berichtet, Yamabito würden erscheinen, wenn Holzfäller und Bergarbeiter im Freien ein Lagerfeuer herrichten würden. In der Präfektur Aomori liegt am Fuße des Berges Akakura (赤倉) das Dorf Onisawa, das im 16. Jahrhundert regelmäßig von Bergriesen besucht worden sei.

## Hintergründe
Wie bereits eingangs erwähnt, bezeichnete der Begriff Yamabito ursprünglich eine bestimmte Volksgruppe, deren Historizität nicht zweifelsfrei nachgewiesen ist. Der Historiker und Folklorist Yanagita Kunio hatte um 1913 gemutmaßt, dass die Yamabito die Abkömmlinge des Jōmon-Volkes gewesen sein könnten. Die Yamabito hätten die Bergregionen bevorzugt und sich dort niedergelassen, die Jōmon hingegen seien im Tiefland geblieben. Für diese Theorie fehlen laut dem Historiker Higashi Masao jedoch bislang endgültige archäologische, anthropologische sowie genetische Beweise. Zudem wurde der Begriff Yamabito schon während der Nara-Zeit im 8. Jahrhundert nachweislich für eine Vielzahl unterschiedlicher Volks- und Personengruppen verwendet, besonders für Bergarbeiter und Holzfäller, die mit ihren Familien zurückgezogen in den Bergen, nahe ihrer Arbeitsstätten lebten. Aber auch sogenannte Yamabushi, einsiedlerisch in den Bergen lebende Asketen und Schamanen, wurden so genannt. Außerdem passt die Beschreibung der Yamabito als „gewaltige Berghünen“ nicht zu den archäologischen Funden der Jōmon-Menschen, deren Körperbau eher zierlich war. Die Historiker und Yōkai-Forscher Kenji Murakami und Kumagusu Minakata widersprechen ebenfalls und vermuten, dass wohl eher Menschen mit Riesenwuchs zu jenen bedauernswerten Personenkreisen gehörten, die aufgrund ihres Äußeren aus ihren Gemeinden ausgestoßen wurden und nun gezwungen waren, sich in die Bergregionen zurückzuziehen. Dazu passe auch die traditionell überlieferte Bezeichnung Ōbito („Riesenmensch“). Minakata bietet alternativ die Möglichkeit an, dass die Erzählungen um Yamabito von Knochenfunden des Gigantopithecus inspiriert worden sein könnten, ähnlich wie Drachensagen von Dinosaurierskeletten.